# Ilushuma
Ilushuma, 32.º rey de Assur (1915 a. C. - 1890 a. C.), durante el período paleoasirio.
Hijo y sucesor de Shalim-akhe y nieto de Puzur-Assur I el fundador de su dinastía. Realizó una expedición militar por el centro y sur de Mesopotamia. También fue un rey constructor (templo de Ishtar, murallas de Assur, trabajos de canalización). Fue el primero en intitularse ishshiaku (gobernador del dios Assur).
Fue sucedido en el trono por su hijo Erishum I.
| Predecesor: Shalim-akhe | Rey de Asiria 1915 a. C.-1890 a. C. | Sucesor: Erishum I |